# فايز بني حماد
فايز راشد بني حماد (19 مارس 1977 – 11 سبتمبر 2001) من مدينة خور فكان الإماراتية وهو أحد الخمسة الذين كانوا على متن طائرة يونايتد ايرلاينز الرحلة 175 كجزء من أحداث 11 سبتمبر.
ولد في دولة الإمارات العربية المتحدة، ثم غادر عائلته لمتابعة أعمال الإغاثة. باستخدام برنامج فيزا إكسبرس، وقد وصل إلى الولايات المتحدة في يونيو 2001. وفي 11 سبتمبر 2001، استقل طائرة يونايتد ايرلاينز الرحلة 175، وشارك في عملية خطف الطائرة والتي صُدمت في البرج الجنوبي لمركز التجارة العالمي.